# Cheka (Cajuata)
Cheka (auch Checa) ist eine Ortschaft im Departamento La Paz im südamerikanischen Andenstaat Bolivien. 

## Lage im Nahraum
Cheka ist der zweitgrößte Ort des Kanton Huaritolo im Municipio Cajuata in der Provinz Inquisivi. Die Ortschaft liegt auf einer Höhe von 2052 m, siebzehn Kilometer nördlich der Ortschaft Licoma am linken, nördlichen Ufer des Río Cheka.

## Geographie
Cheka liegt in einem der Täler auf der Ostseite der Kordillere Quimsa Cruz, zwischen dem bolivianischen Altiplano im Westen und dem Amazonas-Tiefland im Osten.
Die mittlere Durchschnittstemperatur der Region liegt bei etwa 22 °C, der Jahresniederschlag beträgt 700 mm (siehe Klimadiagramm). Die Region weist ein ausgeprägtes Tageszeitenklima auf, die Monatsdurchschnittstemperaturen schwanken nur unwesentlich zwischen 18 °C im Juni/Juli und 24 °C im November/Dezember. Die Monate April bis Oktober sind arid, die Monatsniederschläge liegen zwischen unter 10 mm in den Monaten Juni und Juli und zwischen 130 und 150 mm von Januar bis Februar.

## Verkehrsnetz
Cheka liegt in einer Entfernung von 238 Straßenkilometern südöstlich von La Paz, der Hauptstadt des gleichnamigen Departamentos.
Von La Paz führt die asphaltierte Nationalstraße Ruta 3 in östlicher Richtung sechzig Kilometer bis Unduavi, und von dort die Ruta 25 in südöstlicher Richtung 178 Kilometer über Chulumani und  Irupana nach Cheka und über Inquisivi weiter Richtung Cochabamba. In Inquisivi zweigt in südwestlicher Richtung die Ruta 109 ab, kreuzt den Höhenzug der Serranía de Sicasica und endet bei Belén an der Ruta 1, welche die Großstädte La Paz und Oruro verbindet.

## Bevölkerung
Die Einwohnerzahl der Ortschaft ist im vergangenen Jahrzehnt um etwa ein Fünftel angestiegen:
| Jahr | Einwohner         | Quelle       |
| ---- | ----------------- | ------------ |
| 1992 | keine Detaildaten | Volkszählung |
| 2001 | 156               | Volkszählung |
| 2012 | 189               | Volkszählung |
| 2024 |                   | Volkszählung |